# Орден рыцарей труда
Орден рыцарей труда ( англ. «The Noble and Holy Order of the Knights of Labor») — название распространённого, общественного союза в США, имевшего целью улучшение положения всех категорий рабочего класса. «Рыцарями Труда» называли членов этого союза. Последними могли быть все сочувствующие целям ордена без различия пола, национальности, расы, религии, подданства, местожительства, профессии, классового положения, принадлежности к другому общественному союзу, к той или иной политической партии. Союз существовал с 1869 года по 1949 год, когда последние 50 членов союза прекратили приём в организацию.

## Члены союза
К участию в союзе безусловно не допускались:
1. адвокаты, чтобы союз не стал орудием их политиканских стремлений;
2. доктора, в качестве людей часто невежественных, но берущих большие деньги за врачеванье;
3. банкиры, как монополизаторы денег и кредита;
4. все участвующие в производстве спиртных напитков и в торговле ими, ввиду вреда их профессии для народной нравственности.

Таким образом, по идее, орден Рыцарей труда отличался от союзов специально рабочих, профессиональных, национальных, религиозных и политических. На практике, однако, он являлся:
1. общерабочим, так как в действительности состоит преимущественно из лиц рабочего класса и по уставу ордена требовалось, чтобы в каждом вновь образующемся местном собрании по крайней мере ⅔ членов были рабочими;
2. национальным, так как, будучи всецело продуктом североамериканских условий, носил чисто североамериканский характер.

## Цели и средства их достижения
Цели, преследуемые союзом, были выражены в декларации (preamble), принятой на первом генеральном собрании 3 января 1878 года. Их можно разделить на конечные и ближайшие.
Конечные цели — обеспечение рабочему классу справедливого участия в пользовании создаваемыми им богатствами большого досуга для развития интеллектуальных, моральных и социальных способностей и вообще активного участия во всех благах, доставляемых прогрессирующей цивилизацией.
Ближайшие цели, которые могли быть осуществлены законодательным путём. На уровне отдельных штатов и общин, целями являлись: учреждение бюро статистики труда, принятие мер в пользу охраны жизни и здоровья рабочих, установление вознаграждения за причинённый им при работе вред, запрещение труда малолетних младше 15-летнего возраста, сокращение рабочего времени, введение 8-часового рабочего дня, установление законом еженедельной выдачи заработной платы наличными деньгами, запрещение частным предпринимателям пользоваться трудом заключённых в тюрьмах, прекращение сдачи общественных работ по контрактам частным предпринимателям, сохранение публичных земель для действительных поселенцев и прекращение раздачи их железнодорожным компаниям и спекулянтам, обложение земель, находящихся уже в распоряжении последних, по действительной ценности. Целями союзного правительства являлись: выкуп в казну всех телеграфных, телефонных и железнодорожных сообщений, устройство почтовых сберегательных касс, введение национальной денежной системы без посредства частных банков, воздержание со стороны государства от всякого содействия частным банкам и кредитным обществам, введение прогрессивного подоходного налога, воспрещение ввоза законтрактованных иностранных рабочих.
Ближайшие цели, которые могли быть осуществлены путём воздействия на самих предпринимателей: повышение заработной платы, установление равной платы для обоих полов, сокращение рабочего дня до 8 часов (в ожидании законодательного разрешения вопроса).
Ближайшие цели, которые могли быть осуществлены путём самодеятельности со стороны самих рабочих: устройство наибольшего числа производительных и потребительных кооперативных учреждений и постепенная, этим путём, замена современной системы эксплуатации наемного труда кооперативным строем.
Средства, которыми пользовался орден Рыцарей Труда для достижения намеченных целей, можно подразделить на мирные и боевые. Мирные — устранение внутренней конкуренции среди рабочих, путём вовлечения как можно большего числа их в члены союза, убеждение предпринимателей удовлетворять добровольно требования рабочих и передавать рассмотрение споров третейскому суду, воздействие на политических деятелей путём подачи за них голосов только в том случае, если они дадут обещание добиваться законодательным путём осуществления требований ордена. Боевые средства — стачки и бойкотирование.

## Организация союза
Организация ордена покоилась на двух основных принципах: на широкой свободе в отношении формы единения местных собраний и на сосредоточении главного руководства в руках одного лица. Весь орден слагался из совокупности мелких местных союзов. Члены ордена, жившие в какой-либо местности, образовывали одно или несколько местных собраний (Local Assemblies, обозначаемые обыкновенно литерами L. А.), которые могли состоять из лиц одной профессии (Trade Assemblies) или разных (Mixed Assemblies), могли также группироваться по национальности, расе, полу и проч. Над местными собраниями стояли окружные собрания (District Assemblies, D. А.), которые являлись иногда географическими, иногда профессиональными соединениями, но, во всяком случае, не имели ничего общего с административными подразделениями штатов. Они образовывались из представителей от местных собраний, по 1 депутату на 100 членов, и должны были охватывать по крайней мере 5 таких собраний. Только некоторые из местных собраний подчинялись непосредственно центральным органам. Местные и окружные собрания различались, подобно масонским ложам, по №; только немногие из них носили имя известного экономиста Генри Джорджа, да некоторые из женских собраний принимали поэтические или мистические наименования.
Над всеми местными организациями стояло генеральное собрание (General Assembly), собиравшееся ежегодно. Оно давало разрешение на открытие новых местных и окружных собраний, посылало организаторов в различные рабочие районы, обсуждало политические вопросы, вырабатывало законопроекты и ⅔ голосов могло изменить конституцию ордена. Главное руководство делами союза находилось в руках великого мастера (General Master Workman), которому помогало бюро из 12 секретарей; полномочия его были очень значительными. Кроме того, при центральном управлении находился наблюдательный комитет, который контролировал суммы союза, следил за соблюдением устава и т. п.

## История союза
Возникновение ордена относится к концу 60-х годов XIX века. Это было время, когда, с окончанием гражданской войны, в Соединённых Штатах начался расцвет промышленности и среди американских рабочих стали проявляться самостоятельные организационные течения, до тех пор известные почти исключительно иммигрировавшим элементам. Изобретение новейших машин и широкое развитие разделения труда увеличили контингент простых, неискусных рабочих; рабочие союзы, охватывавшие собой преимущественно обученных рабочих, оказались недостаточными для устранения в недрах рабочего класса внутренней конкуренции за рынки труда. Отсюда настоятельная потребность в образовании общерабочего союза, обнимающего все отрасли труда и отстаивающего интересы последнего вообще. Среди этих условий вырос в Филадельфии основатель ордена, рабочий-портной Урия Стефенс. Он был раньше членом масонского ордена и филадельфийского профессионального союза портных-закройщиков, который стал к тому времени распадаться. Придя к мысли, что для освобождения труда необходимо образовать всеобщий рабочий союз, Стефенс созвал, в декабре 1869 года, восемь своих друзей на тайное совещание, где они, по его предложению, подписали акт об образовании «Ордена Рыцарей Труда» («Noble Order of the Knights of Labour»).
Орден, несмотря на полную законность его целей, был объявлен тайным, наподобие масонского, чтобы скрыть цели, силы и планы союза от предпринимателей, а также для того, чтобы таинственностью деятельности и торжественностью церемониала произвести впечатление на умы рабочих масс и привлечь большее число членов. Каждый вновь поступающий должен был дать на Библии клятву полного молчания; воспрещено было произносить самое имя ордена, обозначать его следовало лишь знаком 5 звёзд *****. Стефенс был избран первым великим мастером. Союз, в качестве тайного, существовал около 9 лет и быстро рос; ко второй половине 1870-х годов он стал считать своих членов десятками тысяч.
Молва о таинственном «Союзе пяти звёзд» («Five Stars») и его могуществе стала всеобщей. Однако, ввиду его таинственности, его считали коммунистическим и революционным, что отпугивало от него очень многих. Вообще таинственность, принесшая пользу в период детства союза, стала для него тормозом в период зрелости. Решение сделать его гласным состоялось на первом генеральном собрании в Гидинге, в 1878 году, на котором был окончательно выработан устав ордена. Тогда же возник печатный орган союза: «Journal of the Knights of Labour». Стефенс сложил с себя звание великого мастера и уступил его рабочему-механику Тиренсу Паудерли (Powderly).
На генеральном собрании в Нью-Йорке, в 1882 году, стачки были признаны одним из самых действительных средств для защиты интересов рабочего класса, но к нему решено прибегать лишь в крайнем случае. В 1883 году членов союза было 52000, в 1884 году — 71000, в 1885 году — 111000, в начале 1886 года — 200000, а к 1 июля того же года оно достигло 752430, но к 1 июля 1887 года понизилось до 585127, а к 1 июля 1888 года — до 425038. 1886 год, когда союз достиг высшего пункта своего развития, был годом горячего движения в пользу 8-часового рабочего дня, взрыва в Чикаго, процесса анархистов и усиленного организационного движения среди простых, неискусных рабочих; когда возбуждение умов уменьшилось, простые рабочие в значительной массе отхлынули от союзных организаций. В том же 1886 году шло наиболее успешно и устройство орденом кооперативных учреждений. Союзом был открыт ряд собственных магазинов для сбыта продуктов, производимых ассоциациями. Местным собраниям было поручено заботиться, чтобы члены ордена совершали покупки в этих магазинах. ⅓ выручаемой в последних чистой прибыли должна была поступить в общую кассу союза, ⅓ — в специальную кассу самого кооперативного учреждения и ⅓ в пользу работающих в нём лиц. По заявлению делегата ордена на всемирной выставке в Париже в 1889 году, общее число участников его кооперативных учреждений достигало в то время 30 тысяч, а количество ежемесячных продаж — суммы в 500000000 долларов. Кооперации, однако, не преобразовали условий труда, и вера в их силу была подорвана.
Прилив массы новых членов внёс разногласия в среду союза и увеличил число противников тактики центрального органа. Многие стачки стали возникать без его согласия. Великий мастер и его помощники были противниками стачек и стремились избегать их, вызывая этим неудовольствие. Многие стали высказываться в пользу группировки по профессиям; смешанные собрания (Mixed assemblies) сделались непопулярными. Профессиональные собрания ордена по вопросам заработной платы, стачек и пр. часто получали свыше совершенно другие указания, нежели самостоятельные рабочие союзы. Орден, путём убеждения и даже насилия, а отчасти и уступок, старался заставить союзы отказаться от своих особенностей и слиться с ним. Со своей стороны профессиональные союзы обвиняли орден в том, что он принимает к себе в члены их конкурентов и тем ослабляет их силы в борьбе с общим противником; эти жалобы стали раздаваться среди местных организаций самого ордена. Социалистически настроенных членов союза становилось все больше.
Орден стал клониться к упадку; к 1893 году в кассе его оказался дефицит, был затронут запасной капитал; число членов упало к 1894 году, по одним данным, до 200000 человек, по другим — до 150000 человек, по третьим — даже до 65000 человек. В 1895 году от него отделилась значительная часть членов, образовав особый орден Независимых Рыцарей Труда (Independent Knights of Labour). Члены-социалисты также выделились и образовали Социалистический профессиональный и рабочий союз (Socialist Trade and Labour Alliance). Вследствие происшедших в союзе разногласий, Паудерли отказался от звания великого мастера. На его место был избран, при значительном содействии социалистов, Д. Р. Соверен (Sovereign). После этих событий главные силы ордена были сосредоточены в штатах Пенсильвания, Огайо, Индиане и Нью-Йорке; его ветви имелись в Канаде, Англии, Бельгии и некоторых других государствах.
Характерной чертой союза и главной причиной его огромного успеха в 80-е годы XIX века являлось отсутствие в нём аристократической тенденции, свойственной тред-юнионам, то есть стремления к объединению только искусных рабочих; он старался завербовать в свои ряды как можно большее число простых, неискусных рабочих, что придавало ему, по выражению профессора Р. Эли, характер организации «пятого сословия» (Fifth Estate) и, при всё большем вытеснении искусного труда машинным и простым, обещало ордену ещё более широкое поле распространения.
Позднее Орден возглавляли Д. Н. Парсонс (до 1899), Д. У. Хейс (с 1899) и др.